# Grand Prix Waregem
Der Grand Prix Waregem war ein belgisches Straßenradrennen.
Das Eintagesrennen wurde von 1980 bis 2011 in und um Waregem in Flandern ausgetragen. Bis einschließlich 2004 war der Wettbewerb Amateuren vorbehalten, von 2005 an zählte er in der UCI-Kategorie 1.2 zur UCI Europe Tour.
Rekordsieger mit zwei Erfolgen ist der Belgier Stijn Devolder.

## Siegerliste
| - 2011 Daniel McLay - 2010 Thomas Chamon - 2009 Cole House - 2008 Thomas De Gendt - 2007 Enrico Montanari - 2006 Jelle Vanendert - 2005 Romain Fondard - 2004 Wouter Weylandt - 2003 André Greipel - 2002 Hans Dekkers | - 2001 Stijn Devolder (2) - 2000 Stijn Devolder - 1999 Cédric Flasse - 1998 Nicolas l'Hôte - 1997 Johan Bruinsma - 1996 Peter van der Velden - 1995 Steven de Jongh - 1994 Marcel Vegt - 1993 Yoeri Wandels - 1992 Léon van Bon - 1991 Johan den Braber | - 1990 Martin van Steen - 1989 Mario Kummer - 1988 Marcel Wüst - 1987 Stephan Rakers - 1986 Patrick Verplancke - 1985 Yves Verlinde - 1984 Nico Verhoeven - 1983 Johan Delathouwer - 1982 Etienne De Wilde - 1981 Dirk Demol - 1980 Noël Segers |